# Musepack
Musepack（ミューズパック）は、オープンソースで開発されている音声圧縮フォーマットの一つ。
元々はMPEGPlus、MP+という呼称だった。可変ビットレートに特化した非可逆圧縮のフォーマットである。MPEG-1 Layer-IIをベースに独自に発展した。
MP3に比べて音質が良いという評価があり、フリーの圧縮・再生ソフトウェアでは数多く採用されている。MPEG技術をベースとした出自から特許面での懸念があったが、Stream Version 7以降では特許に抵触するコードは問題が発生しないように書き直されていると開発者がコメントしている。しかし同時に、それでも特許面での懸念が完全に払拭されているわけではないともコメントがある。
FFT等の処理にSIMDを使用した最適化が施されており、少し前までは音質と処理速度のバランスが取れたフォーマットとして期待されていたが、更新が滞っている間に他のフォーマットが高音質、高速化したためその優位性が薄れ、利用者は減少傾向にあった。しかし、2009年3月に漸くMatroskaにも格納可能なStream Version 8がリリースされ、再び注目が集まりつつある。